# Union internationale de chimie pure et appliquée
L’Union internationale de chimie pure et appliquée (UICPA, en anglais : International Union of Pure and Applied Chemistry, IUPAC) est une organisation non gouvernementale ayant son siège à Zurich, créée en 1919 qui s’intéresse aux progrès en chimie, chimie physique, biochimie, etc. Elle a pour membres des sociétés nationales de chimie. C’est l’autorité reconnue pour le développement de règles à adopter pour la nomenclature, les symboles et la terminologie des éléments chimiques et de leurs dérivés, par le biais de son Comité interdivisionnel de la nomenclature et des symboles (Interdivisional Committee on Nomenclature and Symbols) qui fixe la nomenclature de l'UICPA.
Elle est membre du Conseil international pour la science.

## Histoire
Au début du XXe siècle, la nécessité, pour les chimistes du monde entier, d'une coopération internationale et la définition de standards se traduit par la tenue de rencontres comme celle de Paris, en 1911, organisée par l'association internationale des sociétés chimiques. Ces conférences aboutissent en 1919 à la création de l’Union internationale de chimie pure et appliquée.

## Buts
Un des principaux buts de l'UICPA est, dans un souci d'harmonisation, de publier des recommandations pour les différents types de nomenclature en chimie, produits naturels, chimie physique, biochimie, etc. Elle s'occupe également d'analyser et d'harmoniser les nouvelles nomenclatures proposées dans des articles scientifiques et concernant un nouveau type de structures, par exemple la nomenclature « phane ».
En 1964, l'IUPAC crée le Comité pour l'enseignement de la chimie « pour servir d'organe d'information et de coordination des activités d'enseignement de la chimie dans le monde entier ».
Dans le domaine de la chimie physique, l'UICPA a publié en 1988 l'ouvrage Quantities, Units and Symbols in Physical Chemistry, appelé aussi Green Book, qui donne les dénominations et les notations des diverses grandeurs. Cet ouvrage a été augmenté en 2008 et mis en ligne en 2012 : il peut être téléchargé au format PDF. Une partie des recommandations concerne les notations en thermodynamique chimique.